# بيتر هورتون (مغني)
بيتر هورتون (بالألمانية: Peter Horton)‏ (و. 1941  م) هو مغني، وموسيقي، وملحن، وكاتب، وعازف قيثارة نمساوي، شارك في مسابقة الأغنية الأوروبية، يستخدم آلات قيثارة.

## وصلات خارجية
- بيتر هورتون على موقع IMDb (الإنجليزية)
- بيتر هورتون على موقع مونزينجر (الألمانية)
- بيتر هورتون على موقع ميوزك برينز (الإنجليزية)
- بيتر هورتون على موقع أول ميوزيك (الإنجليزية)
- بيتر هورتون على موقع ديسكوغز (الإنجليزية)
- بيتر هورتون على موقع قاعدة بيانات الفيلم (الإنجليزية)
- بيتر هورتون في قاعدة بيانات الأفلام على الإنترنت